# Gentilés de France S
Pour un article plus général, voir Gentilés de France.
Gentilés des communes françaises par ordre alphabétique
- A
- B
- C
- D
- E
- F
- G
- H
- I
- J
- K
- L
- M
- N
- O
- P
- Q
- R
- S
- T
- U
- V
- W
- X
- Y
- Z

## Hagiotoponymes
Les hagiotoponymes sont particulièrement fréquents en France et selon Charles Rostaing, « une commune sur huit porte le nom d'un saint ». 
Voir aussi :
- Liste de saints catholiques
- Saints bretons

### Hagiotoponymes commençant parSaint-
- Saint-Abraham, (Morbihan) : Abrahamais[2]
- Saint-Andéol-de-Berg (Ardèche) : Saint-Andéolais
- Saint-André  (homonymie)
  - Saint-André-les-Vergers : Driats
- Saint-Aubin :
  - Saint-Aubin-sur-Aire (Meuse) : Saint-Aubinois
- Saint-Avold (Moselle) : Naboriens
- Saint-Benoît  (homonymie)

  - Saint-Benoît (Alpes-de-Haute-Provence): Saint-Benoîtiens
  - Saint-Benoît (Aude) : Bénédiétins
  - Saint-Benoît (Vienne) : Sancto-Bénédictins
  - Saint-Benoît (Réunion): Bénédictins
    - Saint-Benoît-de-Carmaux (Tarn)
    - Saint-Benoît-des-Ombres (Eure)
    - Saint-Benoît-des-Ondes (Ille-et-Vilaine)
    - Saint-Benoît-d'Hébertot (Calvados)
    - Saint-Benoît-du-Sault (Indre)
    - Saint-Benoit-en-Diois (Drôme)
    - Saint-Benoît-la-Chipotte (Vosges)
    - Saint-Benoît-la-Forêt (Indre-et-Loire)
    - Saint-Benoît-sur-Loire (Loiret)
    - Saint-Benoît-sur-Seine (Aube)
    - Saint-Benoist-sur-Mer (Vendée)
    - Saint-Benoist-sur-Vanne (Aube)
- Saint-Brieuc : Briochins
- Saint-Chamond : Couramiauds ou Saint-Chamonais
- Saint-Chély-d'Apcher : Barrabans ; Barrabands, Barrabandes
- Saint-Claude  (homonymie)
  - Saint-Claude (Jura) : Sanclaudiens
- Saint-Cloud : Clodoaldiens
- Saint-Denis  (homonymie)
  - Saint-Denis-lès-Bourg (Ain) : Dyonisiens ou Sandeniens
- Saint-Dié : Déodatiens
- Saint-Dizier : Bragards
- Saint-Donan : Donanais
- Saint-Étienne (homonymie) 
  - Saint-Étienne (Loire) : Stéphanois
- Saint-Galmier : Baldomériens
- Saint-Gengoux-le-National : Jouvenceaux et Jouvencelles
- Saint-Gengoux-de-Scissé : Scisséens
- Saint-Genis-Laval : Saint-Genois
- Saint-Germain  (homonymie)
  - Saint-Germain-lès-Arpajon : Germinois
- Saint-Gervais  (homonymie)
- Saint-Gilles-Croix-de-Vie : Gillocruciens
- Saint-Héand : Héandais
- Saint-Herblain : Herblinois
- Saint-Hippolyte-du-Fort "Cigalois"
- Saint-Ismier : Ismérusiens
- Saint-Jean  (homonymie)
  - Saint-Jean-d'Angély : Angériens
- Saint-Julien  : Julianais
- Saint-Julien-Molin-Molette : Piraillons
- Saint-Junien : Saint-Juniauds
- Saint-Lambert  (homonymie)
- Saint-Lambert-du-Lattay : Saint-Lambertins
- Saint-Laurent  (homonymie)
- Saint-Léonard-de-Noblat : Miaulétous
- Saint-Leu  (homonymie)
  - Saint-Leu-la-Forêt : Saint-Loupien
- Saint-Lieux-lès-Lavaur : Léoncien
- Saint-Lô : Saint-Lois
- Saint-Louis  (homonymie)
- Saint-Malo : Malouin, Malouins, Malouine, Malouines
  - Voir aussi : îles Malouines ; voir encore malouinière.
- Saint-Mandé : Saint-Mandéens
- Saint-Martial  (homonymie)
- Saint-Martin  (homonymie)
- Saint-Michel  (homonymie)
- Saint-Nazaire (homonymie)
- Saint-Nicolas  (homonymie)
- Saint-Omer : Audomarois
- Saint-Orens-de-Gameville : Saint-Orennais
- Saint-Ouen  (homonymie)
- Saint-Parres-aux-Tertres & Saint-Parres-lès-Vaudes : Patrocliens
- Saint-Paul  (homonymie)
- Saint-Pierre  (homonymie)
  - Saint-Pierre-des-Corps : Corpopétrussiens
- Saint-Pol-de-Léon : Saintpolitains
- Saint-Raphaël : Raphaëlois
- Saint-Rémy  (homonymie)
  - Saint-Rémy (Ain) : Sanrémois
  - Saint-Rémy-de-Provence : Saint-Rémois
  - Saint-Rémy-de-Chargnat : Chargnatois et Chargnatoise
- Saint-Romain  (homonymie)
- Saint-Sauveur  (homonymie)
- Saint-Savin  (homonymie)
  - Sainte-Savine : voir aux hagiotoponymes commençant par Sainte- : Saviniens
- Saint-Sébastien  (homonymie)
- Saint-Symphorien-de-Lay : Symphorinois
- Saint-Thibault-des-Vignes : Théobaldiens
- Saint-Tropez : Tropéziens
- Saint-Vaast  (homonymie)
- Saint-Waast (dite Saint-Waast-la Vallée, Nord-Pas-de-Calais) : Védastiens

### Hagiotoponymes commençant parSainte-
1. Sainte-Agnès  (homonymie)
2. Sainte-Céronne-lès-Mortagne  : Céronnais
3. Sainte-Foy-la-Grande : Foyens
4. Sainte-Foy-lès-Lyon : Fidésiens
5. Sainte-Marie  (homonymie)
6. Sainte-Savine : Saviniens
  - Saint-Savin  : voir aux hagiotoponymes commençants par Saint-
7. Sainte-Suzanne  (homonymie)

### Hagiotoponymes commençant parSaintes-
- Saintes-Maries-de-la-Mer : Saintois

### Hagiotoponymes commençant parSan-
- San-Martino-di-Lota, commune française située dans le département de la Haute-Corse et la région Corse : San-Martinois

### Hagiotoponymes commençant parSant
- Sant'Andréa-di-Cotone, commune française située dans le département de la Haute-Corse et la région Corse : Cotonais

### Hagiotoponymes commençant parSanta-
- Santa-Maria-di-Lota, commune française située dans le département de la Haute-Corse et la région Corse : Miomais
- Santa-Maria-Poggio, commune française située dans le département de la Haute-Corse et la région Corse : Poghjulacci
- Santa-Reparata :
  - Santa-Reparata-di-Balagna, commune française située dans le département de la Haute-Corse et la région Corse :
  - Santa-Reparata-di-Moriani, commune française située dans le département de la Haute-Corse et la région Corse :

## Autrestoponymescommençant parS
- Saintes : Saintais
- Salins-les-Bains : Salinois
- Salon (Aube) : Gazoux (dérivé de "gazetier")
- Samoëns : Septimontains (car il y a 7 monts qui entourent Samoëns)
- Santec : Santéquois
- Sathonay-Village, Sathonay-Camp : Sathonards
- Saulx-les-Chartreux : Salucéens
- Sauvoy : Sarcados
- Savignac  (voir homonymies)
- Savigny  (voir homonymies)
- Sceaux : Scéen, Scéens, Scéenne, Scéennes
- Schiltigheim : Schilikois
- Sées : Sagiens
- Sein : Sénans
- Sélestat : Sélestadiens
- Semoy : Semeyens
- Sète : Sétois ; voir aussi Rouille à la sétoise
- Serqueux (Seine-Maritime) : Sarcophagien, Sarcophagiens, Sarcophagienne, Sarcophagiennes
- Serris : Serrissiens
- Seveux : Ségobodiens
- La Seyne-sur-Mer : Seynois
- Sézanne : Sézannais et Sézannaises
- Six-Fours-les-Plages : Six-Fournais, Six-Fournais, Six-Fournaise, Six-Fournaises ; adjectif : six-fournais, six-fournais, six-fournaise, six-fournaises
- Sochaux : Sochaliens
- Soissons : Soissonnais
- Sophia-Antipolis (technopôle)  : Sophipolitains
- Strasbourg : Strasbourgeois
- Sucy-en-Brie : Sucycien

## Pour approfondir